# Arthur Allers
Arthur Allers (Bergen, 6 ottobre 1875 – Bergen, 28 giugno 1961) è stato un velista norvegese.

## Palmarès

### Olimpiadi
- 1 medaglia:
  - 1 oro (Anversa 1920 nella classe 12 metri, regole 1919)